# Der Transport
Der Transport ist ein Spielfilm des deutschen Regisseurs Jürgen Roland aus dem Jahr 1961. Das Drama ist eine Verfilmung des gleichnamigen, 1959 erschienenen Romans von Wolfgang Altendorf.

## Handlung
Deutschland, an einem Ort zwischen Passau und Regensburg im März 1945: Kurz vor Kriegsende erhält der in einem Militärgefängnis als Aufseher eingesetzte, sehbehinderte Reserveoffizier Leutnant Felix Bleck den Auftrag, zusammen mit drei weiteren (kriegsversehrten) Soldaten 40 Strafgefangene in einem Zug quer durch das Deutsche Reich an die Westfront zu führen, wo die Männer in einem Strafbataillon eingesetzt werden sollen. Sowohl den Häftlingen als auch Bleck ist klar, dass dies ein gefährliches Unterfangen sein wird, denn es muss immer wieder mit feindlichem Beschuss durch die Flugzeuge der Alliierten gerechnet werden. Zudem ist die Infrastruktur der Zuglinie bereits ziemlich zerstört. Da sich die Gefangenen in den letzten Kriegstagen nicht mehr an der Front verheizen lassen wollen, planen sie, ihre Bewacher zu töten und anschließend zu fliehen. In dieser Situation versucht Bleck mit Gefälligkeiten, die Sympathie der Gefangenen zu erringen. Als der Leutnant während des Transportes erfährt, dass seine Verlobte während eines Bombenangriffs ums Leben gekommen ist, und er in den letzten Kriegstagen immer mehr von den Verbrechen durch das NS-Regime an der Zivilbevölkerung mitbekommt, fasst er einen schicksalhaften Entschluss: Er will gemeinsam mit seinen Gefangenen den Zug übernehmen und sich in Kriegsgefangenschaft begeben. Kurz vor der Front wird der Zug zum Stehen gezwungen. Während seine Männer zu den Amerikanern überlaufen können, wird Leutnant Bleck von der Feldgendarmerie der Wehrmacht erschossen, die den abtrünnigen Zug verfolgt hat.

## Kritiken
Der Filmdienst beurteilte Rolands Film in seiner zeitgenössischen Kritik als „realistische Romanverfilmung, inszenatorisch und darstellerisch ansprechend“ und stellte ihn über den deutschen Durchschnittsfilm jener Jahre. „Der innere und äußere Konflikt wird glaubwürdig entwickelt, wobei die intensive Spannung, vor allem der reißerische Schluß, der Vertiefung eher schon im Wege steht.“
Der Spiegel sah in dem Film ein „rechtschaffenes und typengenaues Hohelied vom großen Mann im großen Krieg.“ Das Charakterwachstum des Hauptdarstellers Hannes Messemer würde „freilich penetrant vorgeführt.“ Die Handlung leide überdies darunter, „daß die Filmautoren, als hätten sie der Tragfähigkeit ihrer Geschichte mißtraut, dem Kinobesucher auch noch Liebe, Vergewaltigung, Landserhumor, Abenteuer und Heldentod servieren.“
Der Evangelische Film-Beobachter zog folgendes Fazit: „Ein um Redlichkeit bemühter, jedoch unecht wirkender Film.“

## Trivia
Die Dreharbeiten wurden unter der Regie des Dokumentarfilmers Herbert Viktor begonnen und auf Verlangen der Produktionsfirma Fono-Film von Jürgen Roland fortgesetzt. Viktor wurde im Vorspann des Films nicht genannt.
Der Film wurde hauptsächlich auf der Sauschwänzle-Bahn in Baden-Württemberg (Waldshut–Immendingen, offiziell Wutachtalbahn) gedreht. Ein weiterer Schauplatz der Dreharbeiten war der Bahnhof in Germersheim (Rheinland-Pfalz), von dem heute jedoch nur noch das Bahnhofsgebäude existiert. Alles Weitere dort wurde stark verändert und modernisiert.